# Cyclogonia cyclopula
Cyclogonia cyclopula är en insektsart som först beskrevs av Jacobi 1905.  Cyclogonia cyclopula ingår i släktet Cyclogonia och familjen dvärgstritar. Inga underarter finns listade i Catalogue of Life.